# 等級 (天文)
天文学において等級（とうきゅう、英語: magnitude）は、天体の明るさを表す単位。整数または小数を用いて「1等級」「1.25等級」「-1.46等級」などと表され、「級」を省略して「1.50等」とする表現も一般的に使われる。また、ある範囲の明るさを持つ恒星を「～等星」と呼ぶこともある。等級の数値が小さいほど明るい天体であることを示すのが特徴で、0等級よりも明るい天体の明るさを表すには負の数値も用いられる。19世紀中頃にイギリスの天文学者ノーマン・ロバート・ポグソンが逆対数スケールとして定義したものが定着しており、等級が1等級小さくなると、明るさは5√100（100の5乗根）倍 ＝ 100.4倍 ≒ 2.512倍明るくなる。すなわち、等級が5等級小さくなれば、明るさはちょうど100倍となる。

## 定義

### 尺度
等級の数値が小さくなるほど明るい天体、大きくなるほど暗い天体となる。上の図で言えば、左へ行くほど（数字が小さくなるほど）明るく、右へ行くほど（数字が大きくなるほど）暗い。整数値で「2等星」と表記した場合、見かけの等級 (m) が1.5 ≦ m ＜ 2.5の範囲にあることを意味する。「1等星」という表記では、見かけの明るさが0.5 ≦ m ＜ 1.5 の恒星を表すだけでなく、0.5等級よりも明るい恒星も包含することも多い。

### ポグソンの式
等級が5等級小さくなると、明るさが100倍になる。すなわち1等級の差が5√100 ≒ 2.512倍に相当する。天体の等級 (magnitude) を m、明るさ（光度、luminosity）を l として、以下の式で表される。
{\displaystyle m_{1}-m_{2}=-2.5\log _{10}(l_{1}/l_{2})} … (1)
この式は、1856年にポグソンが提唱したことから、彼の名にちなんで「ポグソンの式」と呼ばれる。式 (1) では、m1 と m2 の相対的な明るさの比較しかできないが、等級の原点（ゼロ点）とその明るさを定めることで、等級を定めることができる。式 (1) の m2 を0に、l2 をゼロ点での光度 l0 に置き換えると、
{\displaystyle m_{1}=-2.5\log _{10}(l_{1}/l_{0})} … (2)
となり、m1 の等級を求めることができる。
ポグソンの式で重要となる天体の明るさは、かつては肉眼や写真撮像によって測定されていた。観測技術が発達した20世紀半ば以降は、光電子増倍管やCCDイメージセンサなど光電効果を利用した観測機器を用いて放射流束密度 (flux density) を測定することで得られるようになった。式 (2) の光度 l を放射流束密度 Fλ（単位 Wm-2μm-1）またはFν（単位 Wm-2Hz-1、またはJy）に置き換えると、
{\displaystyle m_{1}=-2.5\log _{10}(F_{\lambda 1}/F_{\lambda 0})} … (3)
{\displaystyle m_{1}=-2.5\log _{10}(F_{\nu 1}/F_{\nu 0})} … (4)
で、その天体の等級を求めることができる。

### 測光システム
天体の明るさを測定することを測光と呼ぶ。測光システム (photometric system) は、測光する波長帯やフィルタの透過特性、相対的な明るさの目安となる測光標準星などが定義されたものである。20世紀半ば以降は、1953年にジョンソンとモーガンが提唱した、U（波長360 nm付近）、B（波長440 nm付近）、V（波長550 nm付近）の3つの波長によるジョンソンのUBVシステムをベースに、これをカズンズが赤～近赤外線に拡張したRCIC (単にR、Iとも呼ばれる) 、さらに長波長側にJ、K、L、M、Nの5つの波長を拡張したものが標準的に利用されている。標準化された測光システムを用いることで、天体の明るさの比較だけでなく、同じ天体の異なる波長帯での明るさを比較することができる。異なる波長帯で測光された等級の差は、色指数と呼ばれ、その天体の表面温度等の特徴を示す。
測光は、観測値の天候や気候といった外的要因だけでなく、検出器の違いや、ガラスの透過率、鏡の反射率など機材の特性からも影響を受けるため、単に標準測光システムと同じフィルタを用いても同じ結果は出ない。そのため、最初の測光標準星が色補正なしで再現できる理想的な透過特性が考案されており、それに合わせてフィルタが製作されている。

### 等級の原点（ゼロ点）
等級の原点（ゼロ点）を何によって定めるかは、時代によって変遷してきた。かつては北極星のこぐま座α星やこぐま座λ星が基準とされたこともあったが、21世紀初頭ではベガ等級 (Vega magnitude system)とAB等級 (AB magnitude) の2種類の等級の原点が主に使われている。
ベガ等級は、こと座α星（ベガ）のスペクトルエネルギー分布 (英: spectral energy distribution, SED) を原点として各波長帯での等級を定める方式である。ベガの見かけの等級は、U=0.02、B=0.03、V=0.03で、0等に等しくはないが、1950年代当時最もSEDが詳しく知られており、大気モデルの研究も進んでいたことから、ベガのSEDを基準として各波長での等級を求めることとされた。
ベガ等級は、観測機器や地球大気の状態の違いなど影響を受けにくい反面、波長の違いによって基準となる明るさが異なるため、異なる波長間で絶対的な明るさの比較が難しいという欠点がある。この欠点を補うために考案されたのがAB等級である。この"AB"は、ベガ等級のような相対的比較ではないことから absolute を略して付けられたものである。AB等級は、すべての周波数の電磁波において0等級に相当する放射流束密度を 103.56 Jy（およそ3631 Jy）と定めた。103.56 Jy の値は、波長548.0 nmでのベガの放射流束密度3530 Jyを0.03等とすることで計算されており、ベガ等級とは波長が548.0 nm のときに一致する。
ある波長での放射流束密度fν（単位 erg s-1 cm-2 Hz-1）の天体のAB等級は次の式で定義される。
{\displaystyle m_{\rm {AB}}=-2.5\log _{10}f_{\nu }-48.60} … (5)
ハッブル宇宙望遠鏡で使われている STMag もAB等級と同様の考え方だが、周波数ではなく波長でfλ = 3.63×10-9 erg cm-2 s-1 Å-1と定義されている。STMagは次の式で定義される。
{\displaystyle m_{\rm {ST}}=-2.5\log _{10}f_{\lambda }-21.10} … (6)

## 等級の種類
| 呼称             | 英名                          | 略号 | 説明 |
| ---------------- | ----------------------------- | ---- | --- |
| 見かけの等級     | apparent magnitude            | m    | ある場所（主に地球）で測定された天体の等級。特に断りがない場合はVバンド（波長550 nm付近の等級）での等級（V等級）を指す。 |
| 絶対等級         | absolute magnitude            | M    | 10 パーセク (pc) の距離から見たときの等級。特に断りがない場合はV等級を指す。                                             |
| 実視等級         | visual magnitude              | mv   | ヒトの肉眼による観測で得られた見かけの等級。近年、Vバンドでの見かけの等級を指すことが多い。                              |
| 実視絶対等級     | absolute visual magnitude     | Mv   | 実視等級を定義したバンドでの絶対等級。                                                                                   |
| 写真等級         | photographic magnitude        | mpg  | 肉眼よりも近紫外線から青にかけての感度が高い、写真の撮像から判定された等級。                                             |
| 写真実視等級     | photovisual magnitude         | mpv  | 黄色フィルタで補正をかけた撮像から得られた実視等級。                                                                     |
| 放射等級         | bolometric magnitude          | mBol | 輻射等級とも。恒星の全放射エネルギーに対応する等級。                                                                     |
| 見かけの放射等級 | apparent bolometric magnitude | mBol | 恒星の全放射エネルギーに対応する見かけの等級。                                                                           |
| 放射絶対等級     | absolute bolometric magnitude | MBol | 恒星の全放射エネルギーに対応する絶対等級。                                                                               |

等級には、観測者からの距離に関係した見かけの等級と絶対等級、測定に使われた波長に関係した写真等級や実視等級、全波長の総エネルギー量を反映した放射等級などがある。このうち、見かけの等級と実視等級はいずれも「Vバンド（波長550 nm前後）での見かけの等級」を意味する言葉として用いられることが多いため、同一のものとみなされることがあるが、本来は異なる概念で定義されたものである。
天体の明るさは、観測に使われる波長域によって異なる。現在主流の測光システムであるUBVシステムでは、Uバンド（波長350 nm前後）、Bバンド（波長440 nm前後）、Vバンドの等級が主に使われており、それぞれU等級、B等級、V等級と呼ばれる。恒星に対して「～等星」という場合、特に断りがない場合、Vバンドでの見かけの等級で区分されたものである。

### 見かけの等級・絶対等級
星図や星座早見盤などに示された天体の等級は、我々が地球から観測して得られたの見かけ上の明るさによるもので、天体までの距離に依存している値である。天体の明るさは距離の2乗に反比例するため、明るさが同じ天体を10倍遠くに置くと見かけの明るさは5等級暗くなる。また、地球の大気や、対象の天体と地球との間に存在している星間物質による光の吸収などの影響も受けている。
この、観測者から見たときの明るさで示された等級を見かけの等級 (apparent magnitude、略号m) と呼ぶ。これに対して、天体を地球から10パーセク（pc、約32.6光年）の距離に置いたものと仮定したときの見かけの明るさで示された等級を絶対等級 (absolute magnitude、略号M) と呼び、天体の絶対的な明るさの指標として用いる。UBVシステムの各波長域はそれぞれmU, mB, mV、あるいは単にU, B, Vと表記される。例えば、太陽の見かけの等級は mv = -26.7等、絶対等級は Mv = +4.82等である。
地球から d パーセクの距離にある天体の見かけの等級 m と絶対等級 M の間には、
{\displaystyle {\begin{aligned}m-M&=-2.5\log _{10}\left({\frac {10^{2}}{d^{2}}}\right)\\&=5\log _{10}d-5\end{aligned}}} … (7)
の関係がある。式 (7) から得られる、この見かけの等級と絶対等級の差 m - M は、特に距離指数と呼ばれる。ある天体の絶対等級を何らかの方法で見積もることができれば、距離指数を使うことでその天体までの距離を見積もることができる。

#### 太陽系内天体の絶対等級
太陽系内の惑星や小惑星、彗星などの天体は、自ら輝いているのではなく、太陽からの光を反射して輝いているため、その明るさは地球からの距離だけでなく太陽からの距離にも依存する。そのため、これらの天体の絶対等級（absolute magnitude、略号 H ）は、「太陽および地球から1天文単位 (au) の距離にあり、位相角（太陽 - 天体 - 観測者がなす角）が0度と仮定したときのV等級」という、太陽系外の天体とは全く異なった定義がされている。

### 実視等級と写真等級
19世紀以降、天体が写真に撮られるようになると、人間の目と写真乾板では明るさの感度に違いがあることが明らかになった。写真では青い色により強く感光するが黄色には感光しにくい。したがって、写真の像から等級を測定すると肉眼での観測から求めた等級と異なることになる。このため、肉眼での観測で得られた等級を実視等級 (visual magnitude)、写真によって判定された等級を写真等級 (photographic magnitude) と呼んで区別するようになった。後には実視等級も黄色フィルタで補正をかけた撮像で判定されるようになり、写真実視等級 (photovisual magnitude) と呼ばれた。20世紀中頃からは、光電測光器や 冷却CCDカメラなどの電気的な測光手段によって星の明るさが測定されるようになり、21世紀現在はいずれも使われていない。

### 放射等級
全波長における明るさを積算して定めた等級を放射等級（bolometric magnitude, mBol）または輻射等級と呼ぶ。V等級と放射等級との差は放射補正 (bolometric correction, B.C.) と呼ばれ、
{\displaystyle B.C.=m_{\rm {Bol}}-m_{\rm {v}}=M_{\rm {Bol}}-M_{\rm {v}}} … (8)
と定義される。放射補正の値は、F3型の星で B.C. = 0 と定義され、これ以外のスペクトル型では常に負の値を取る。
10パーセクの距離から見たときの放射等級を放射絶対等級 (absolute bolometric magnitude, MBol) という。太陽の放射絶対等級は +4.74等という値が広く受け入れられている。星が単位時間に放出する放射エネルギーの総和を光度 (luminosity, L) と呼び、光度L、太陽光度L☉と、放射絶対等級MBolの間には、
{\displaystyle M_{\rm {Bol}}=4.74-2.5\log _{10}(L/L_{\rm {\odot }})} … (9)
という関係が成り立つ。
2015年8月の第29回IAU総会の決議B2で、放射等級は以下のように新たに定義された。
1. MBol = 0 の放射線源の放射光度 L0 を正確に L0 = 3.0128 × 1028 W と定めることで、光度Lの天体の放射絶対等級は以下の式で求められる。
{\displaystyle M_{\rm {Bol}}=-2.5\log _{10}(L/L_{0})=-2.5\log _{10}L+71.197425...}
放射絶対等級のゼロ点は、太陽の放射絶対等級として広く受け入れられている MBol☉ = 4.74 のときに、同決議B3で定められた公称太陽光度 (nominal solar luminosity) {\displaystyle {\mathcal {L}}{\rm {_{\odot }^{N}}}} = 3.828 × 1026 W とほぼ一致するように定められている。
2. mBol = 0 となる全放射流束f0を f0 = 2.518 021 002 ... × 10-8 W m-2と定めることで、全放射流束fの天体の見かけの放射等級は以下の式で求められる。
{\displaystyle m_{\rm {Bol}}=-2.5\log _{10}(f/f_{0})=-2.5\log _{10}f-18.997351...}
この全放射流束f0は、10パーセクの距離にある MBol☉ = 0 の等方性放射線源からの全放射流束に相当する。これは、太陽の放射等級として広く受け入れられている mbol☉ = -26.832  のときに、同決議B3で定められた公称全太陽放射 (nominal total solar irradiance) {\displaystyle {\mathcal {S}}{\rm {_{\odot }^{N}}}} = 1361 W m-2 とほぼ一致するように定められている。

## 歴史

### 古代～近代
恒星の明るさを段階的に分類する方法を始めたのは古代ギリシアの天文学者ヒッパルコスであるとされる。この時代は明るさを定量的に計測する手段がなかったため、目安として最も明るい恒星を1等星とし、かろうじて肉眼で見える暗い星を6等星として、間を分ける形で6段階に分けられた。その後、プトレマイオスの著書『アルマゲスト』でこの方法が採用されて広く使われることとなった。この時点での等級には1.2等など小数点以下の細かな段階分けは用いられていなかった。その後16世紀に望遠鏡が発明されると、6等星よりも暗い恒星が観測できるようになった。6等よりも暗い星は7等星、8等星などと分けられたが、その分類は天文学者によって異なっていた。
18世紀末のイギリスの天文学者ウィリアム・ハーシェルは、2つの望遠鏡を使って2つの恒星を同時に観測する手法によって、等級が大きくなるとその明るさが二乗に反比例して暗くなることを発見した。また、彼の息子のジョン・ハーシェルも、1834年から1838年にかけて喜望峰で観測した自身の記録から、等級が0.41上がるごとにその明るさが二乗に反比例して暗くなることに気づき、父ウィリアムと同じ結論に至った。また、1等星は6等星の100倍の明るさであることを発見した。
ノーマン・ポグソンはジョン・ハーシェルの定義を発展させ、等級が5等級変化するごとに明るさが100倍になる、すなわち1等級が5√100 ＝ 100.4倍 ≒ 2.512倍に相当すると定義した。これにより、それまで整数でのみ表していた等級が1.2等星や3.5等星のように小数を使って細かく表せるようになった。また0や負の数を用いることにより、1等級より明るい場合を表すことも可能となった。例えば、全天で太陽の次に明るい恒星シリウスは-1.46等級である。
1884年にエドワード・ピッカリングは、北極星であるこぐま座α星を2.0等と定義して、天体の明るさの基準とした。その後、こぐま座α星が変光することが判明したため、こぐま座λ星を6.5等と定義し、多数の北極星野の暗い星の観測が行われた。1917年には、ヘンリエッタ・スワン・リービットとピッカリングによって、北極標準星野 (North Polar Sequence, NPS) にある2等から21等の96個の恒星の写真等級、写真実視等級、スペクトルの一覧が発表された。そして、1922年の第1回国際天文学連合 (IAU) 総会において、この96個の星が国際式等級の原点と定められた。

### 国際式等級システム
国際式等級は、国際写真等級 (International Photographic Magnitude, IPg) と国際写真実視等級 (International Photovisual Magnitude, IPv) を含む測光システムである。19世紀後半から20世紀前半にかけては、星の等級を客観的に測定するには、その当時の技術としては写真術を利用するのが一番適当であった。写真乳剤は、生のハロゲン化銀では、感度のある波長は青から紫といった波長の短い範囲に限られていて、そのまま写真で星の等級を測定（写真等級、Pg）しても、肉眼で測定された実視等級とは系統的に違いが生じる。そのため、波長の長い方に感度を持つ乳剤と黄色フィルターを用いて実視等級を測定した。これを写真実視等級 (Pv) と呼ぶ。赤い星は、写真等級の方が写真実視等級よりも暗く（数字は大きく）、青い星は写真等級の方が写真実視等級よりも明るく（数字は小さく）なる。したがって、写真等級と写真実視等級の違いを利用して、星の色を表すことができる。この、写真等級 - 写真実視等級で求められた数値を色指数と呼び、恒星の色や表面温度の計測に用いられるようになった。
1922年の第1回IAU総会では、リービットが作成した96個のNPSの星の等級が国際写真実視等級 (IPv) と国際写真等級 (IPg) として定められた。NPSは、それまでにも天文台が多かった北半球で天文台間の測定値のばらつきを避けるために共通の星野として利用されていた実績があった。写真乳剤にも様々な感度特性を持つものがあったため、
- 国際写真等級IPgは、Seed 27乾板で撮影
- 国際写真実視等級IPvはCramer Instantaneous Iso乾板に黄色フィルターを使って撮影

するものと定められた。
しかし、やがて写真実視等級には次のような主に２つの問題があることがジョンソンの指摘により判明してきたため、使用されなくなった。
1. 北極標準星野は星間赤化を受けている
太陽系から見た北極方向には星間物質があり、それよりも遠きにあるすべての星の光は赤化を受けていて、色指数で0.1等ほど大きくなっている。そのために、北極標準星野を利用した測光システムでは、星間赤化の影響を受けないスペクトル型と色指数の間の関係がくずれる。
2. 写真等級の感度範囲に水素バルマー線がたてこむ波長域の両側を含んでいて、しかも北極標準星野はO型B型の高温度星をほとんど含んでいない
写真乳剤の感度は、ちょうど水素バルマー線がたてこむ領域（バルマーリミット）の両側の波長域を含んでいるが、水素バルマー線が立て込んでいない波長域（青色光側）と立て込んだバルマー端に近い波長域（紫外側）を分離して測定しなければ、特に高温度星の等級測定において不都合が生じる。高温度星では、バルマーリミットの短波長側（紫外側）でその星の大気により大きく吸収を受けているが、低温度星ではそのようなことはない。このため、高温度星をほとんど含んでいない北極標準星野で定義された測光システムでは、各天文台で測定がばらつくことがわかった。北極星野内では0.04等ほどの範囲で一致してもその他の星野でO型星を測ると0.4等もの違いが生じ得る。

そこでジョンソンは、赤化の影響を受けていない国際写真実視等級はそのままV等級として引き継ぎ、赤化の影響を受けた写真等級を、バルマーリミットの短波長側（紫外側）のUバンドと長波長側（青色光側）のBバンドに分けることを提唱した。これが次のジョンソンのUBVシステムである。

### UBVシステム
1953年には、ハロルド・レスター・ジョンソンとウィリアム・ウィルソン・モーガンによって現在「ジョンソンUBVシステム」と呼ばれる方式が提案された。1954年にはUBVシステムの測光標準星108個がリストアップされ、1955年にIAUはこの測光システムを正式に採用した。
ジョンソンは、色素増感していない写真乾板に感度がある波長域を、水素バルマー線が立て込んでいない波長域と立て込んだバルマー端に近い波長域の2つに分け、主に青い光を通す前者をBバンド、紫外光を通す後者をUバンドとした。Bバンドを用いて測定した際の等級をB等級、Uバンドを用いて測った等級をU等級、と呼称している。人間の眼の暗所感度分布に近く、主に緑色の光を通し平均波長が540 nmとなるVフィルターを用いて測定した際の等級をV等級と言う。
UBVシステムにおいては、V等級の原点は、北極標準星野にある国際式標準星の写真実視等級をV等級と同一とみなすことで定義した。そのため、V等級は国際写真実視等級にほぼ等しい。一方、U等級とB等級の原点は、A0Vのスペクトルを持つ、こと座α星（ベガ）、おおぐま座γ星、おとめ座109番星、かんむり座α星、へびつかい座γ星、HR 3314の6つの星の平均の U - B、B - Vを0として（すなわち U = B = V として）定められた。色指数も、このU, B, Vの3波長を用いて表されることとなり、B - V や U - B などの値が標準的に用いられている。
この他にも、赤の波長域（650 nm付近）でのR等級、近赤外線（800 nm付近）でのI等級など、様々な波長域を透過するフィルターを用いた測光が行われている。

## 主な天体の等級
| 見かけの等級 (V) | 絶対等級 (V) | 天体                                                                    |
| ---------------- | ------------ | ----------------------------------------------------------------------- |
| -26.7            | +4.82        | 太陽                                                                    |
| -12.7            | -            | 月（満月時。半月でも-10等前後で、皆既月食でもマイナス等級のときがある） |
| −12.4            | -            | ベテルギウスが超新星爆発を起こした際の明るさ（仮定）                    |
| -10.0            | -            | 池谷・関彗星（1965年） の明るさ                                         |
| -8               | -            | イリジウム衛星（人工天体）によるフレアの明るさ（最大）                  |
| -6.0             | -            | 超新星 SN 1054 の最大の実視等級（1054年）                               |
| -4.7             | -            | 金星の最大の明るさ                                                      |
| -4.7             | -            | 国際宇宙ステーション（人工天体）の最大の明るさ                          |
| -4.0             | -            | 真昼に肉眼で見ることができる天体の最小の明るさ                          |
| -3.0             | -            | 火星の最大の明るさ                                                      |
| -2.9             | -            | 木星の最大の明るさ                                                      |
| -1.46            | +1.4         | シリウス （太陽を除いて）全天で最も明るい恒星                           |
| -0.74            | -5.6         | カノープス 全天で2番目に明るい恒星                                      |
| -0.4             | -            | 土星の最大の明るさ                                                      |
| -0.05            | -0.3         | アークトゥルス                                                          |
| +0.01            | +4.4         | リギル・ケンタウルス 太陽系に最も近い恒星系ケンタウルス座α星系の主星    |
| +0.03            | +0.6         | 変光星ベガの標準的明るさ                                                |
| +0.91            | -5.2         | 超巨星アンタレスの標準的明るさ                                          |
| +2.02            | -3.6         | ポラリス（現在の北極星）の標準的明るさ                                  |
| +3.4             | -            | アンドロメダ銀河                                                        |
| +5.1             | -            | 小惑星ベスタの最大の明るさ                                              |
| +5.5             | -            | 天王星の平均の明るさ                                                    |
| +5.7             | -            | GRB 080319B 最も明るいγ線バースト、かつ肉眼で見えた最も遠い物体         |
| +6.0             | -            | 肉眼で見える最も暗い恒星                                                |
| +7.9             | -            | 海王星の平均の明るさ                                                    |
| +12.6            | -            | 3C 273 最も明るいクエーサー                                             |
| +13.65           | -            | 冥王星の最大の明るさ                                                    |
| +16.8            | -            | マケマケの最大の明るさ                                                  |
| +17.27           | -            | ハウメアの最大の明るさ                                                  |
| +18.7            | -            | エリスの最大の明るさ                                                    |
| +20.5            | -            | セドナの最大の明るさ                                                    |
| +27.7            | -            | 地上望遠鏡（すばる望遠鏡）で観測した最も暗い天体                        |
| +31.5            | -            | ハッブル宇宙望遠鏡で観測できる最も暗い天体                              |